# International Ski Mountaineering Federation
L'International Ski Mountaineering Federation (ISMF) è il più alto organo a livello internazionale che si occupa di organizzare e promuovere le competizioni di sci alpinismo. Gli obiettivi principali della Federazione sono la promozione, la regolamentazione e lo sviluppo dello sci alpinismo in tutto il mondo.

## Storia
L' "International Council for Ski Mountaineering Competition" (ISMC) è stato fondato nel 1999 come organismo interno dell'UIAA "Union Internationale des Associations d'Alpinisme" al fine di governare e amministrare lo sport della competizione di sci alpinismo, in sostituzione del "Comité International pour le Alpinisme de Compétition" (CISAC) creato a Barcellona nel 1988. Il 6 ottobre 2007, l'Assemblea Generale dell'UIAA ha approvato i nuovi statuti in cui è stata creata la figura dello "unit member". Come conseguenza di questo cambiamento è stato necessario costituire una "federazione internazionale di competizione indipendente con una propria personalità giuridica", vale a dire l' "International Ski Mountaineering Federation" (ISMF). L'assemblea costituzionale dei membri ISMF tenutasi a Champéry, Portes du Soleil (Svizzera), il 27 febbraio 2008 ha deciso di continuare ad amministrare le gare di sci alpinismo come una Federazione Internazionale con una propria entità legale. Oggi l'International Ski Mountaineering Federation è un'associazione no-profit con sede legale a Losanna (Svizzera) e ufficio amministrativo a Mondovì (Italia).

## Struttura organizzativa
La struttura organizzativa dell'ISMF è stata notevolmente implementata a partire dal 2018. Infatti oggi può contare su svariate commissioni interne che ne determinano e regolano il funzionamento a seconda del settore di riferimento: antidoping, sostenibilità, medica, disciplinare, sviluppo dello sport, regolamenti. La struttura organizzativa dell'International Ski Mountaineering Federation si compone di un Ufficio di Presidenza (Bureau), che comprende il Presidente, il Segretario Generale e tre rappresentanti delle macroaree principali (Sport, Marketing e Comunicazione, Finanza), uno dei quali ricopre anche il ruolo di Vicepresidente. A sua volta il Bureau fa parte del Consiglio (Council), che conta in aggiunta quattro rappresentanti delle federazioni membri, un rappresentante degli atleti maschi e una rappresentante delle atlete femmine e un rappresentante per ogni consiglio continentale.

## Discipline
- Gara a squadre: Si tratta della forma più tradizionale di gara di sci alpinismo, in quanto un tempo erano previsti unicamente eventi a squadre. Le squadre sono composte da 2 o 3 atleti dello stesso sesso e appartenenti alla stessa categoria per essere valide al fine delle classifiche ISMF. Questo tipo di gara deve includere almeno 3 salite e altrettante discese, anche se le gare di lunga distanza generalmente ne contano di più. Le gare transitano frequentemente sulle creste di montagne, mentre le discese sono fuori pista. Una gara a squadre standard dura un massimo di 3 ore e copre un dislivello totale di circa 2000m.
- Gara individuale: Questa tipologia di gara è simile alla gara a squadre, ma si basa su un singolo atleta. Include almeno 3 salite e altrettante discese, ma anche una parte a piedi con gli sci trasportati nello zaino. Sebbene gli eventi ISMF non utilizzino più cavi e imbracature, potrebbero comunque essere necessari i ramponi per salite più ripide e ghiacciate. Le corse durano normalmente da un'ora e mezza a due ore e possono arrivare a coprire un dislivello totale di 1900m. La partenza di questa tipologia di gara è sempre in massa.
- Gara sprint: Questa è una mini gara individuale, che combina le caratteristiche e le tecniche essenziali dello sci alpinismo tra una salita (comprensiva di una parte a piedi con gli sci nello zaino) e una sola discesa dall'alto. Come suggerisce il nome, si tratta di una gara molto veloce che si basa sul completamento del percorso totale in circa 3 minuti per gli atleti più veloci. Il primo turno è una qualifica individuale con gli atleti che iniziano in successione ogni 20 secondi, dopodiché partono le batterie da 6. Anche se la salita di solito è su neve ben battuta, la discesa può essere fuoripista, con porte e piccoli salti.
- Gara verticale: Dal nome si capisce che la gara verticale è un evento che prevede un'unica e lunga salita. Di solito si svolge su neve battuta ed interamente con le pelli sotto gli sci. Non deve superare il dislivello di 700m.
- Staffetta: Questa tipologia di gara si svolge in squadre di 3 o 4 atleti, che eseguono il "circuito" uno dopo l'altro, correndo uno per volta. Anche in questo caso si tratta di un evento piuttosto veloce,  della durata di circa 15 minuti per circuito, che include 2 salite e altrettante discese e una breve sezione con gli sci nello zaino. Il dislivello totale è di circa 150-180m.

## Competizioni ISMF
- Coppa del Mondo di Sci Alpinismo
- Campionato del Mondo di Sci Alpinismo
- Campionato Europeo di Sci Alpinismo
- Campionato Asiatico di Sci Alpinismo
- Campionato Sud Americano di Sci Alpinismo
- Campionato Nord Americano di Sci Alpinismo
- Series

Categorie:
- U18 = 17/18 anni (Cadetti)
- U20 = 19/20 anni (Juniors)
- U23 = 21/22/23 anni (Senior Espoirs)
- O21 = > 21 anni (Seniors)

## Organizzazioni a cui appartiene
- SportAccord (GAISF) dal 2010[4][5]
- ARISF dal 2014
- Riconoscimento provvisorio come Federazione Olimpica dal 2014
- Federazione Olimpica dal 2016

## Federazioni Nazionali membri
Nella seguente tabella sono elencate le Federazioni Nazionali membri dell'ISMF.
| Paese         | Federazione |
| ------------- | --- |
| Andorra       | Federacio Andorrana de Muntanyisme (FAM)                                                                           |
| Argentina     | Federaciòn Argentina de Ski y Andinismo (FASA)                                                                     |
| Armenia       | Armenian Ski Mountaineers Association (ARMSKI)                                                                     |
| Austria       | Osterreichischer Skiverband (ÖSV)                                                                                  |
| Azerbaigian   | Azerbaijan National Ski Federation (ANSF)                                                                          |
| Belgio        | Climbing & Mountaineering Belgium (CMBeL)                                                                          |
| Brasile       | Confederacao Brasileira De Desportos Na Neve (CBDN)                                                                |
| Bulgaria      | Bulgarian Climbing and Mountaineering Federation (BCMF)                                                            |
| Canada        | The Alpine Club of Canada Archiviato il 12 giugno 2020 in Internet Archive. (ACC)                                  |
| Cile          | Federación de Andinismo de Chile Archiviato il 28 settembre 2020 in Internet Archive. (FEACH)                      |
| Cina          | Chinese Mountaineering Association (CMA)                                                                           |
| Rep. Ceca     | Czech Mountaineering Association (CMF)                                                                             |
| Danimarca     | Skiforbund Ski Federation Denmark (SSFD)                                                                           |
| Spagna        | Federación Española de Deportes de Montaña y Escalada (FEDME)                                                      |
| Francia       | Fédération française de la montagne et de l'escalade (FFME)                                                        |
| Regno Unito   | British Mountaineering Council (BMC)                                                                               |
| Germania      | Deutscher Alpenverein(DAV)                                                                                         |
| Grecia        | Hellenic Federation of Mountaineering and Climbing (EOOA)                                                          |
| India         | Ski Mountaineering Association (India) Archiviato il 6 dicembre 2019 in Internet Archive. (SMAI)                   |
| Iran          | I.R. Iran Mountaineering and Sport Climbing Federation Archiviato il 13 maggio 2020 in Internet Archive. (IRIMSCF) |
| Italia        | Federazione Italiana Sport Invernali (FISI)                                                                        |
| Giappone      | Japan Mountaineering & Sport Climbing Association (JMSCA)                                                          |
| Corea del Sud | Korean Alpine Federation Archiviato il 23 maggio 2020 in Internet Archive. (KAF)                                   |
| Paesi Bassi   | Nederlandse Klim-en Bergsport Vereniging (NKBV)                                                                    |
| Nepal         | Ski and Snowboard Foundation Nepal (SSFN)                                                                          |
| Norvegia      | The Norwegian Ski Federation (NSF)                                                                                 |
| Polonia       | Polish Mountaineering Association (PZA)                                                                            |
| Portogallo    | Federação de Campismo e Montanhismo de Portugal (FCMP)                                                             |
| Romania       | Federația Română de Alpinism și Escaladă (FRAE)                                                                    |
| Russia        | Russian Mountaineering Federation (RMF)                                                                            |
| Slovenia      | Alpine Association of Slovenia (PZS)                                                                               |
| Svizzera      | Club alpino svizzero (SAC-CAS)                                                                                     |
| Slovacchia    | Slovak Skimountaineering Association (SSA)                                                                         |
| Svezia        | The Swedish Climbing Federation (SKF)                                                                              |
| Thailandia    | Ski and Snowboard Association of Thailand (SSAT)                                                                   |
| Turchia       | Turkish Mountaineering Federation (TDF)                                                                            |
| Stati Uniti   | United States Ski Mountaineering Association (USSMA)                                                               |
| Spagna        | Federació d'Entitats Excursionistes de Catalunya (FEEC)                                                            |